# پورتمیریون
پورتمیریون (به انگلیسی: Portmeirion) یک روستا در بریتانیا است که در گوینز واقع شده‌است.